# Warren (Ohio)
Warren – miasto w Stanach Zjednoczonych, we wschodniej części stanu Ohio, w zespole miejskim Youngstown-Warren. Około 46,8 tys. mieszkańców.
W mieście produkuje się urządzenia elektryczne oraz samochody ciężarowe. Ponadto w mieście rozwinął się przemysł hutniczy.

## Klimat
Miasto leży w strefie klimatu umiarkowanego, kontynentalnego, z łagodnym latem i opadami przez cały rok. Jest to według klasyfikacji Köppena strefa klimatyczna Dfa. Średnia temperatura roczna wynosi 10,4 °C, a opady 939,8 mm (w tym do 109,1 cm opadów śniegu). Średnia temperatura najcieplejszego miesiąca – lipca wynosi 23,1 °C, natomiast najzimniejszego –3,0 °C.